# 三谷駅 (岡山県)
三谷駅（みたにえき）は、岡山県小田郡矢掛町東三成にある、井原鉄道井原線の駅。

## 歴史
- 1999年（平成11年）1月11日：井原線開業と同時に設置[1]。

## 駅構造

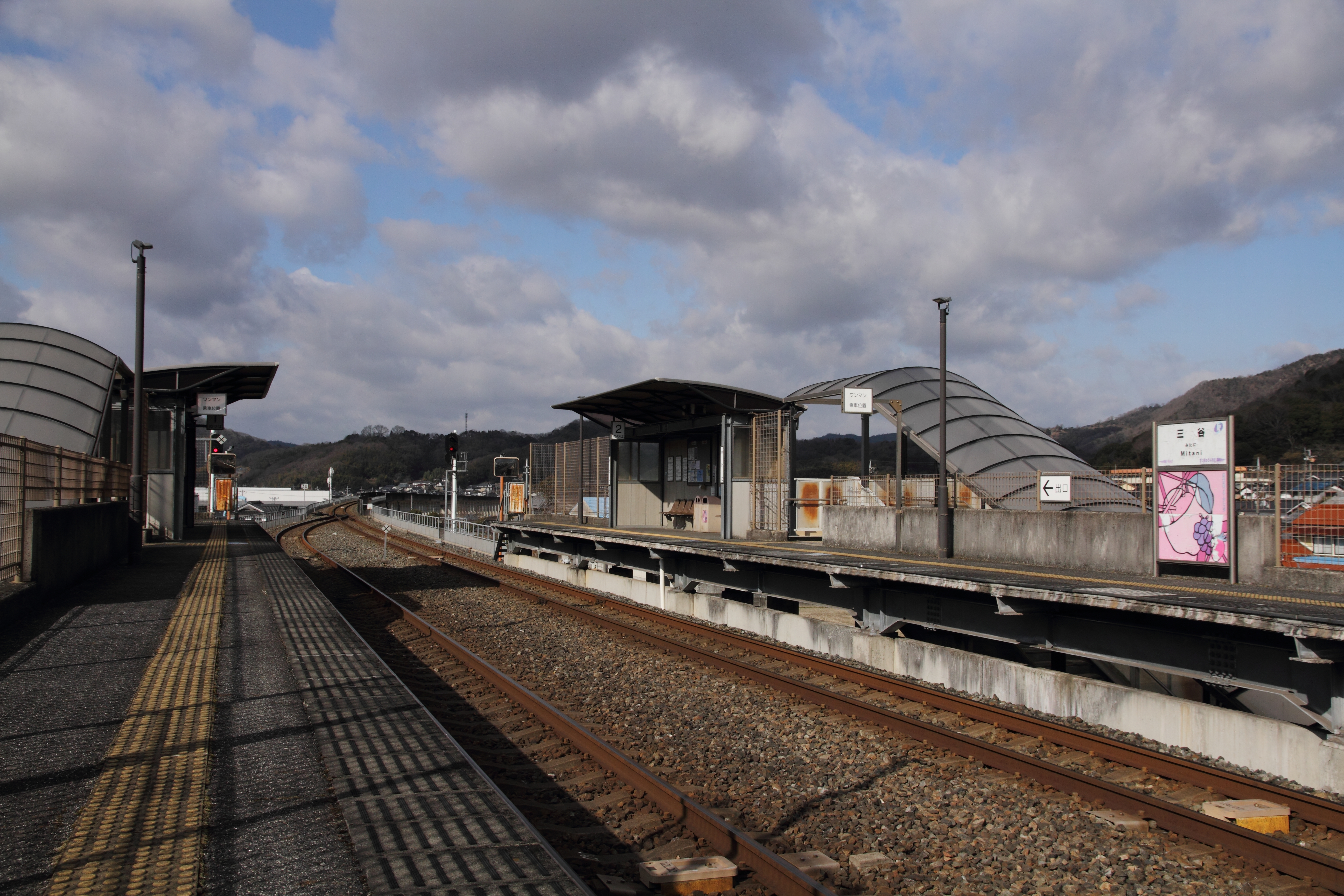
構内（2022年2月）

相対式ホーム2面2線の列車交換可能な高架駅。ホームの東寄りから階段が降り、高架下の駅舎へつながる（ただし、ホームの出入りには駅舎を経由する必要はない）。無人駅であり、自動券売機は設置されていない。駅舎にある窓口はレンタサイクルの事務所となっており発券業務は行っていない。

### のりば
| のりば | 路線    | 方向 | 行先           | 備考          |
| ------ | ------- | ---- | -------------- | ------------- |
| 1      | ■井原線 | 下り | 井原・神辺方面 | 一部2番のりば |
| 2      | ■井原線 | 上り | 清音・総社方面 |               |

- 2番線を上下本線、1番線を上下副本線とした一線スルー構造である。なお、実際の運用は井原線に各駅停車しか運行されていないため、朝の時間帯の一部列車を除いては方向別にホームを使い分けている。
- 2018年の集中豪雨の時には神辺駅から折り返し運転をしていた。

## 利用状況
| 1日乗降人員推移 | 1日乗降人員推移 |
| 年度            | 1日平均人数     |
| --------------- | --------------- |
| 2018年          | 65              |

## 駅周辺
- 矢掛町立三谷小学校
- 三谷郵便局
- 国道486号
- 水車の里フルーツトピア - 駅名標下部に同施設をイメージしたイラストが描かれている[1]。

## その他
- パークアンドライド用に、駅前に19台分の駐車場がある。

## 隣の駅
井原鉄道
■井原線
備中呉妹駅 - 三谷駅 - 矢掛駅